# Acid Bath
Acid Bath — сладж-метал группа из города Хаума, штат Луизиана, США. Группа просуществовала с 1991-го по 1998 год. Acid Bath объединили дум-метал с влияниями хардкор-панка, дэт-метала, готик-рока и блюза, чтобы создать уникальное звучание. Группа распалась после гибели басиста Оди Питре в дорожно-транспортном происшествии в январе 1997 года.
С 2024 года Acid Bath возобновили свою деятельность, проводя концерты по США.

## История
Acid Bath являлись слиянием двух групп: Dark Karnival, из которой пришли Оди Питре, Сэмми «Пьер» Дуэт, Томми Виатор, и Golgotha, из которой были вокалист Дакс Риггз, Майк Санчез, Джимми Кайл, и Джерри «Boon» Бузинелли. Томми Виатор был заменён Джимми Кайлом на ударных, но позже возвращён для игры на клавишных до конца карьеры группы. В 1997 Джозеф Мл. Фонтенот был басистом.
Acid Bath существовали с 1991 года. Группа была создана в Новом Орлеане в нескольких небольших городах, включая Хаума, Тибодо, Морган-Сити и Гальяно. Вдохновившись треш-металом, а также такими группами и исполнителями, как Black Sabbath, Alice Cooper, Celtic Frost, Carcass и Darkthrone, они записали своё демо Hymns of the Needle Freak вместе с их менеджером и продюсером Китом Фалгаутом в 1993. Демо послужило причиной сделки с Rotten Records – независимым лейблом. В 1994 группа выпустила альбом When the Kite String Pops с продюсером Спайком Кассиди. Затем, спустя два года, вышел второй и последний альбом Paegan Terrorism Tactics (также выпущенный с продюсером Китом Фалгаутом). Ни один из них не получил массового успеха, но оба заработали высокую степень андеграундного признания. В 2005, был выпущен ещё один альбом с демо группы, под названием Demos: 1993 - 1996.

## Распад группы
Карьера Acid Bath закончилась 23 января 1997 года, после двух студийных альбомов, когда бас-гитарист Оди Питре и его родители в ходе дорожно-транспортного происшествия были сбиты пьяным водителем, который въехал в их машину. Келли Питре, брат Оди, был единственным выжившим и получил нетяжёлые травмы в виде сломанного ребра и легкого перелома шеи.
В 2024 году члены группы снова сходятся со словами о том, что никогда не расставались, а воссоединение связано с желанием не "жить в этой печали вечно" после смерти Оди Питре. 

## Тексты группы
Лирика Дакса Риггза поэтична и ссылаема на одержимость смертью, употреблением наркотиков, психическим заболеванием, чёрным юмором, Луизианской региональной культурой и непрерывными ссылками на анимизм, а также язычество, нигилизм и мизантропию. Он утверждал, что вдохновлялся комиксами, написанными Фрэнком Миллером, Аланом Муром и Клайвом Баркером. Уильям Йорк из Allmusic заявил, что песня «Venus Blue» могла бы стать хитом на радио, «если бы не лирика». Acid Bath использовали на обложках своих альбомов скандальных личностей. На обложке альбома When the Kite String Pops изображён автопортрет серийного убийцы Джона Гейси, а на обложке Paegan Terrorism Tactics изображена одна из картин проповедника эвтаназии Джека Кеворкяна.
Из-за упоминания Джека Кеворкяна на обложке, альбом Paegan Terrorism Tactics первоначально запретили в Австралии, но позже этот запрет был снят.

## Участники

### Окончательный состав
- Dax Riggs — вокал (1991—1997) (2024 — н.в.)
- Mike Sanchez — гитара, вокал (1991—1997) (2024 — н.в.)
- Sammy Pierre Duet — гитара, вокал (1991—1997) (2024 — н.в.)
- Alex Bergeron — бас-гитара (2024 — н.в.)
- Zack Simmons — ударные (2024 — н.в.)

### Бывшие участники
- Tomas Viator — Клавишные (1996—1997)
- Jimmy Kyle — ударные (1991—1997)
- Joseph Fontenot — бас-гитара (1997)
- Audie Pitre — бас-гитара, бэк-вокал (1991—1997) (умер в 1997)

## Дискография

### Альбомы
- When the Kite String Pops (1994)
- Paegan Terrorism Tactics (1996)

### Демо
- Wet Dreams of the Insane (Golgotha demo) (1991)
- Screams of the Butterfly (1992)
- Demo II (1993)
- Hymns of the Needle Freak (1993)
- Liquid Death Bootleg (1993)
- Radio Edits 1 (1994)
- Radio Edits 2 (1996)
- Paegan Terrorism Tactics Outtakes (1996)
- Demos: 1993—1996 (2005)

### Клипы
- «Apocalyptic Sunshine Bootleg» (1994)
- «Toubabo Koomi» (1994)
- «Double Live Bootleg!» DVD (2002)